# پیرو جیبلینو
پیرو جیبلینو (انگلیسی: Piero Gibellino؛ زادهٔ ۲۹ مارس ۱۹۲۶) بازیکن فوتبال اهل ایتالیا است.
از باشگاه‌هایی که در آن بازی کرده‌است می‌توان به باشگاه فوتبال یوونتوس اشاره کرد.